# 帕瑟瓦尔克之降
帕瑟瓦尔克之降（英语：Capitulation of Pasewalk）发生于1806年10月29日，由冯·哈根上校指挥的4,200名普鲁士士兵面对数量占劣势的两个法军轻骑兵旅时选择不战而降。普鲁士人在耶拿-奥尔施泰特战役的惨败后进行了为期两周的大撤退，导致士气低落。帕瑟瓦尔克位于柏林以北110公里，什切青以西约40公里。

在向东撤退到奥得河上的什切青时，普军上校冯·哈根发现他的部队被困在安托万·夏尔·路易·拉萨尔的骑兵旅和让-巴蒂斯特·米约的骑兵旅之间。包围圈内的普鲁士军队没有试图突围，就向法军投降。帕瑟瓦尔克之降发生的前一天，普鲁士军队在普伦茨劳战役中也选择向法军投降。

## 背景
1806年10月14日，法皇拿破仑一世的大军团在耶拿-奥尔施泰特战役中决定性地击败了普鲁士人。在耶拿战场，拿破仑的96,000名士兵击溃了由步兵上将霍恩洛厄-英格尔芬根亲王弗雷德里希·路德维希和恩斯特·冯·鲁切尔指挥的53,000名普鲁士士兵。路易·尼古拉·达武元帅麾下拥有26,000人的第3军击败了不伦瑞克公爵卡尔·威廉·斐迪南驻守在奥尔施泰特的49,800名普鲁士士兵。

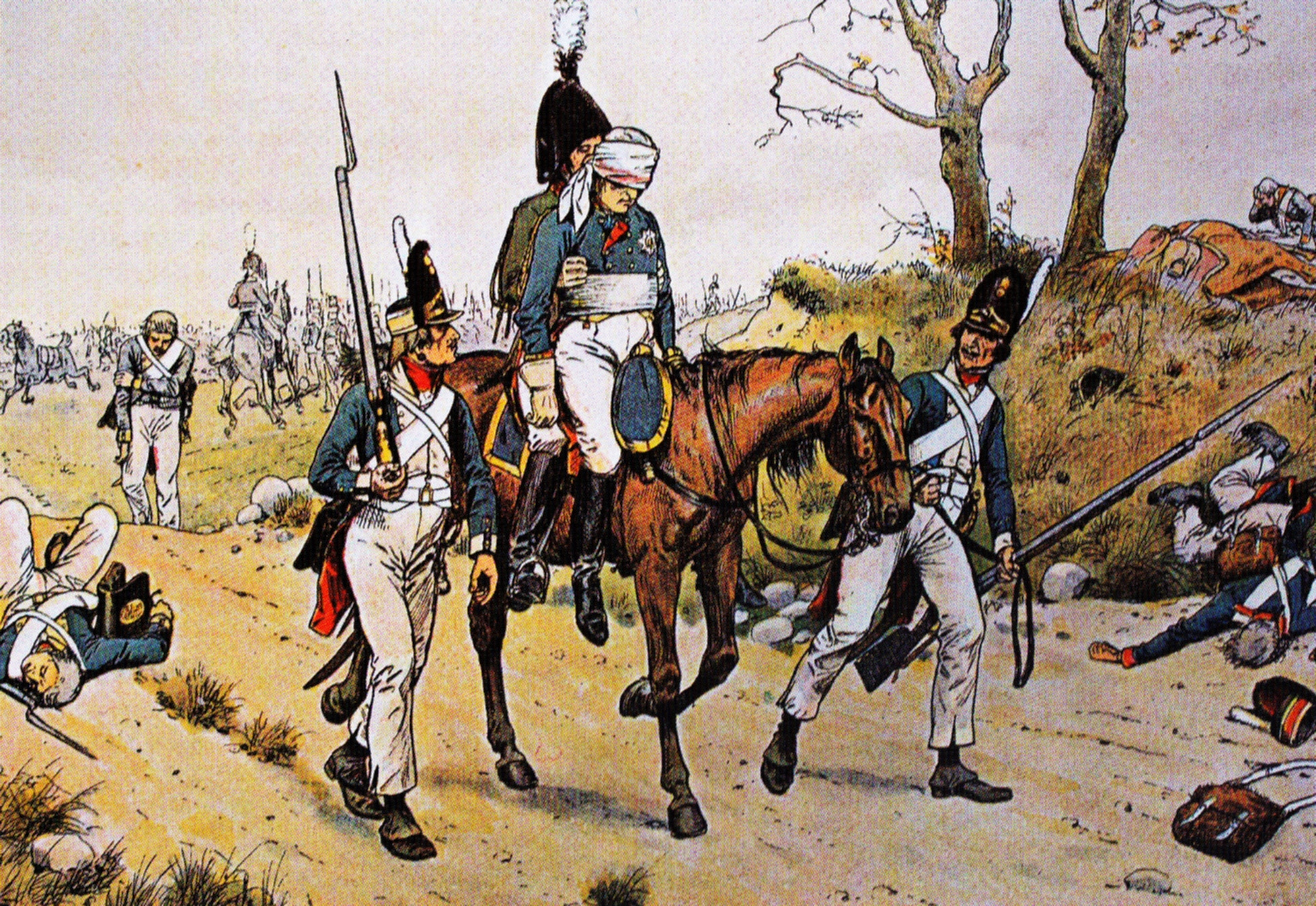
耶拿-奥尔施泰特战役

在耶拿，法国的损失为6,794人，而普鲁士的损失非常大，以至于无法准确计算。萨克森军队在战后只剩下了23门火炮，损失了59门。普鲁士人至少损失了24门火炮和12面军旗。达武估计他在奥尔施泰特的损失为7,000人，而他的敌人则有10,000人伤亡，3,000人被俘。普鲁士人承认他们损失了57门火炮，这还不包括下级部队损失的火炮。因此，达武声称捕获了115门可能是准确的。
普鲁士军队在战斗中被彻底摧毁，以至于到第二天都未能重组军队。不伦瑞克公爵卡尔·威廉·斐迪南双目中弹，11月10日在阿尔托纳去世，受重伤的鲁切尔前往波兰并在那里疗伤。撤退的普鲁士残部在霍恩洛厄-英格尔芬根亲王、格布哈德·冯·布吕歇尔中将和弗里德里希·阿道夫的领导下分成三个纵队。这些部队穿过哈茨山向哈尔伯施塔特转移。在普军大部队后方是萨克森-魏玛-艾森纳赫大公卡尔·奥古斯特的12,000人军团，大公的部队错过了耶拿-奥尔施泰特战役，所以并没有任何损失。 
10月16日，若阿尚·缪拉元帅率领的法军在爱尔福特之降中俘虏了12,000名普鲁士士兵和65门火炮，这只是一系列懦弱投降中的第一次。第二天，让-巴蒂斯特·贝尔纳多特元帅在哈雷战役中击败了了符腾堡公爵的后备军，普鲁士军队伤亡5,000人，而法军仅损失800人。

## 大撤退
霍恩洛厄-英格尔芬根亲王和符腾堡公爵的部队于10月20日在马格德堡会合。20日，苏尔特和缪拉到达马格德堡。缪拉要求普鲁士军队投降，但霍恩洛厄拒绝了。同日，路易·达武在路德城维滕贝格夺取了易北河上的一座桥头堡，另一位元帅拉纳则在德绍夺取了第二个渡口。

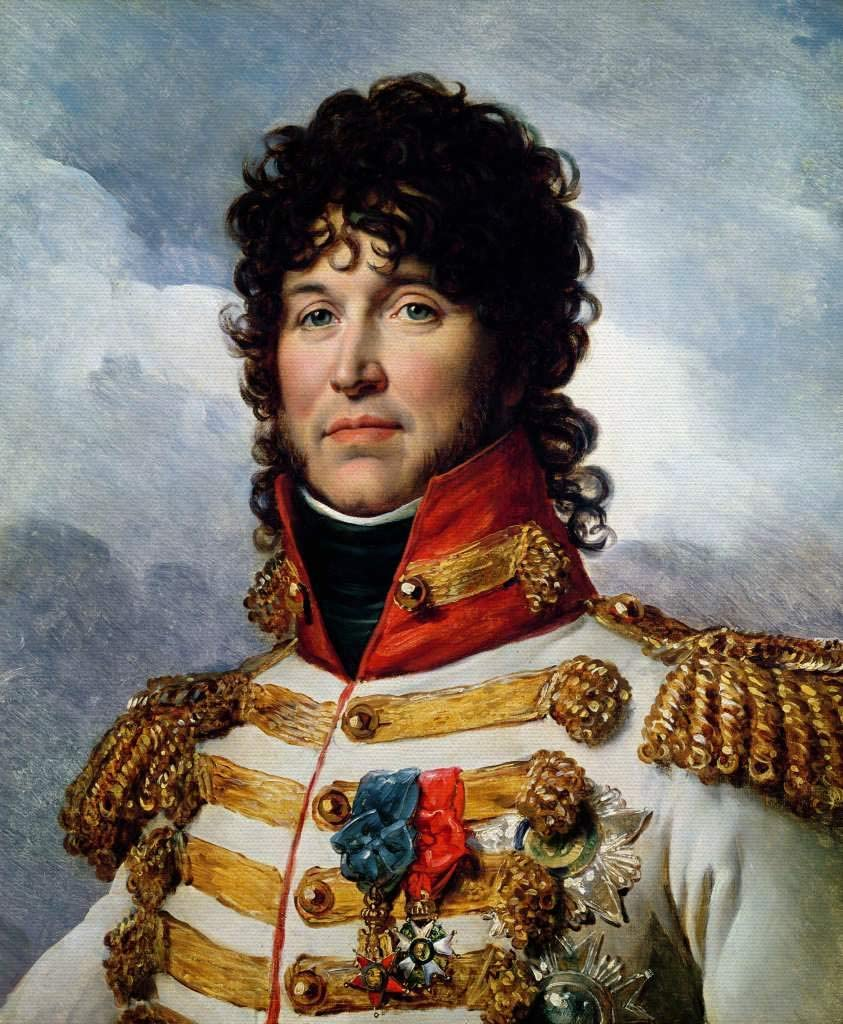
若阿尚·缪拉

霍恩洛厄的部队接到普鲁士国王腓特烈·威廉三世的命令，开始向奥得河进军，于10月21日离开马格德堡，当晚抵达布尔格。霍恩洛厄留下九千人增援当地驻军，加上散兵游勇，马格德堡的兵力有两万五千人。霍恩洛厄于23日晚抵达拉特诺。为了更好地指挥他的部队，他将部队拆分为多个小队。

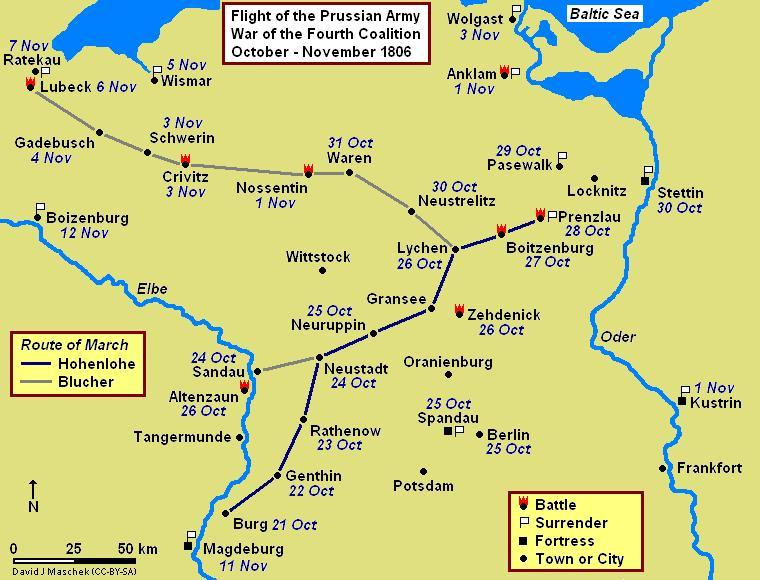
普伦茨劳-吕贝克战役地图

在分配内伊的第六军围攻马格德堡后，拿破仑命令他的右翼部队前往柏林。法军右翼由达武军团，拉纳军团，奥热罗的第七军和艾蒂安·德·南索蒂的第1胸甲骑兵师，让·约瑟夫·安热·达欧特波的第2胸甲骑兵师和马克·安东尼·德·博蒙特的第3龙骑兵师组成，格鲁希的第2龙骑兵师的行军缓慢所以还没有跟上。贝尔纳多特军团、苏尔特军团和萨胡克的第4龙骑师则组成了法军左翼。路易·克莱因的第1龙骑兵师负责协助内伊军团及巡逻法军的补给线。
24日，布吕歇尔在桑道越过易北河，而萨克森-魏玛-艾森纳赫大公在两日后也越过了那里。在行动中，路德维希·约克指挥的普鲁士军队成功阻挡了法军的追击。霍恩洛厄于24日到达多瑟河畔诺伊施塔特。他派出克里斯蒂安·路德维希·希梅尔芬尼少将前往新城和奥拉宁堡之间的费尔贝林，少将的任务是掩护大部队的右翼，防止法国人干扰主力部队向奥得河上的什切青进军，霍恩洛厄让布吕歇尔指挥他的后卫部队。

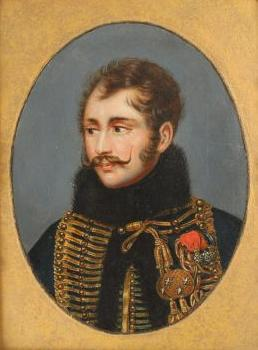
安托万·夏尔·路易·拉萨尔

10月25日，达武的军团穿过柏林，而拉纳的一个师占领了由920人和71门大炮驻守的施潘道。霍恩洛厄的主力在当晚抵达新鲁平附近，布吕歇尔的后卫师仍在多瑟河畔诺伊施塔特。冯·什未林的骑兵和冯·哈根的步兵旅露宿在维特施托克。
10月28日，普伦茨劳战役爆发，缪拉和拉萨尔、米约、格鲁希、博蒙特和3000名拉纳的步兵在霍恩洛厄的部队进入普伦茨劳时拦截了它。拉萨尔的骑兵在前面发起进攻，随后是两个龙骑师。在郊区，格鲁希的一个旅开辟了一条穿过普鲁士纵队的道路，俘虏了许多士兵并挡住了普军的增援。博蒙特的龙骑兵将后卫驱赶到北边的于克河，并迫使普鲁士的奥古斯都亲王投降。尽管霍恩洛厄向后方撤退的道路仍然畅通无阻，但缪拉谎称其被10万法军包围，从而虚张声势让霍恩洛厄下令全军投降。

## 帕瑟瓦尔克

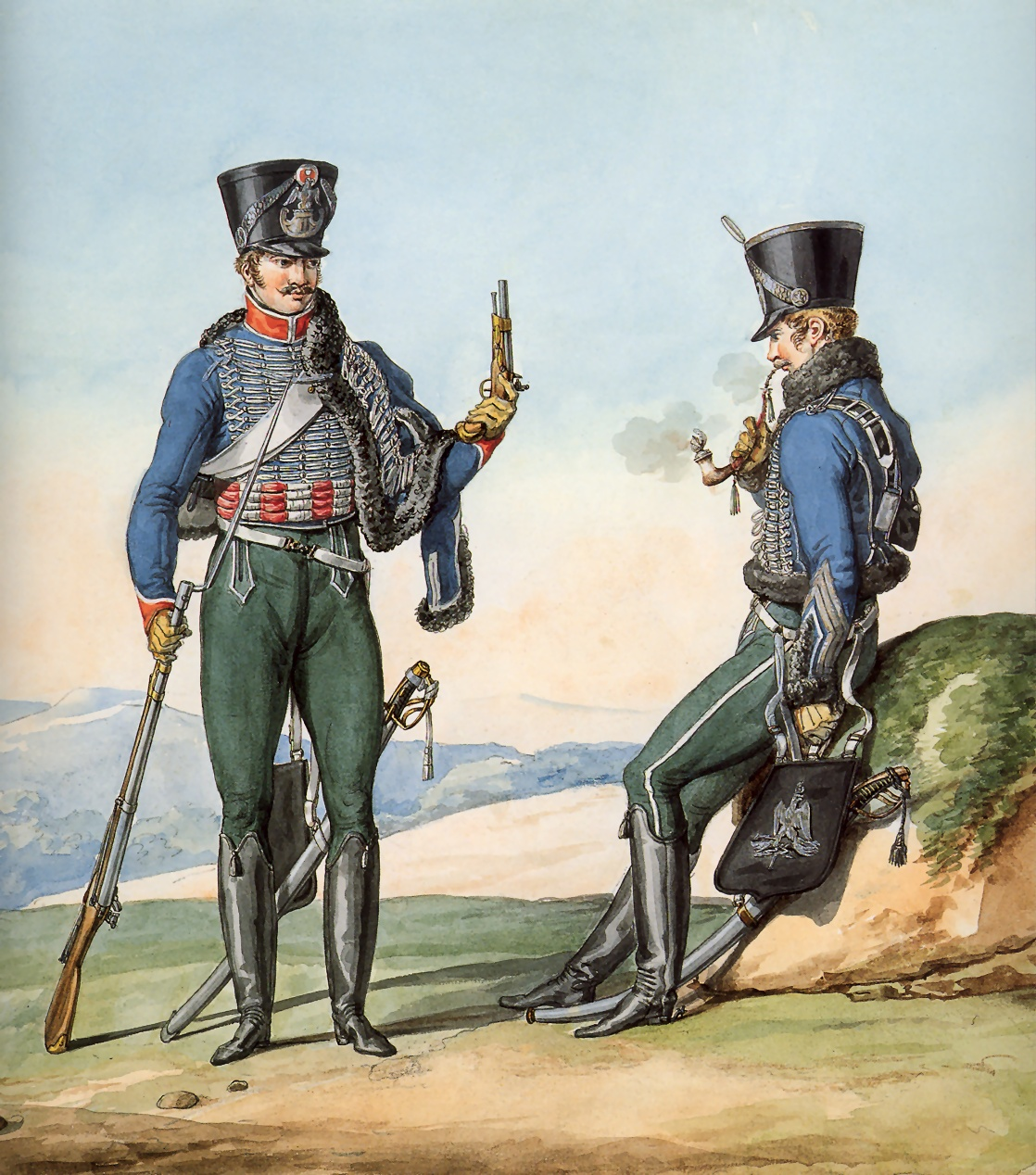
法军第一轻骑兵团

28日，让-巴蒂斯特·米约在缪拉的左翼前进，到达了普伦茨劳和帕瑟瓦尔克之间。在普伦茨劳战役结束后，拉萨尔的骑兵朝东北方向进军。下午4时，法军骑兵控制了帕瑟瓦尔克通往后方的主要道路。
让-巴蒂斯特·米约率骑兵抵达帕瑟瓦尔克城下并派使者要求普鲁士军队投降。驻守该城的普鲁士上校冯·哈根眼见法军兵临城下，立即率185名军官、4,043名普通士兵、2087匹战马、一辆弹药车和8门火炮向法军投降。

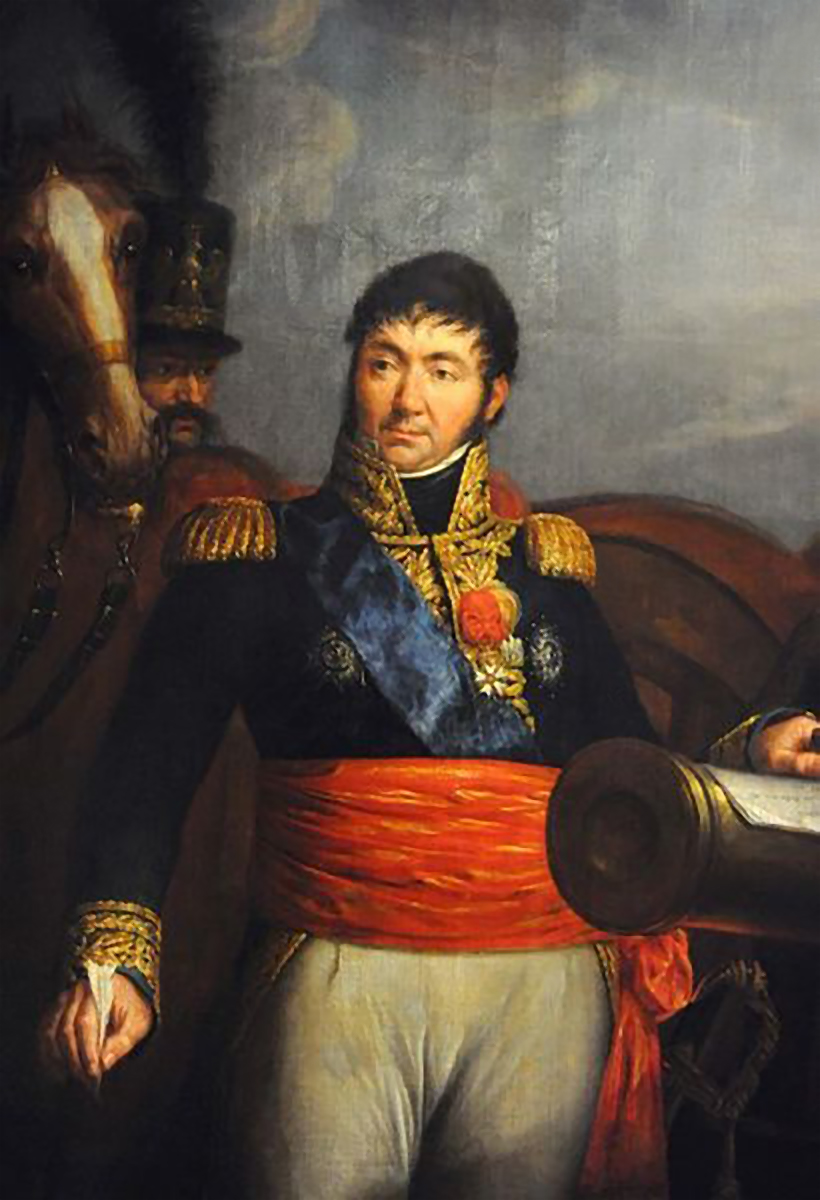
让-巴蒂斯特·米约

普鲁士军官在发誓不再与法军作战后获释。让-巴蒂斯特·米约的骑兵部队由第1轻骑兵团和第13猎骑兵团组成，共有700名士兵。拉萨尔的骑兵旅包括第5和第7轻骑兵团，有800名骑兵和两门大炮。
历史学家迪格比·史密斯（Digby Smith）写道，帕萨瓦尔克之降表明，普鲁士军队的士气在耶拿-奥尔施泰特会战后非常低落，以至于连续不战而降。让·拉纳写道：“普鲁士军队处于如此恐慌的状态，以至于法国人的出现就足以让大量士兵放下武器。”当晚，拉萨尔在斯德丁之降中取得了更为惊人的战果。在10月30日至11月3日期间，法国人占领了奥得河畔科斯琴、一整支普军炮兵车队、霍恩洛厄的行李车队和警卫队。布吕歇尔决定带着剩余的22,000名士兵向西北前往吕贝克。吕贝克战役于11月6日爆发。

## 脚注
1. 1 2 3 4 5 6  Bodart 1908，第375頁.
2. 1 2 3 4  Smith 1998，第228頁.
3. ↑  Petre 1993，第147頁.
4. ↑  Petre 1993，第150頁.
5. ↑  Smith 1998，第224-225頁.
6. ↑  Petre 1993，第163頁.
7. ↑  Petre 1993，第181頁.
8. ↑  Petre 1993，第159頁.
9. ↑  Petre 1993，第197頁.
10. ↑  Petre 1993，第199-200頁.
11. ↑  Petre 1993，第195頁.
12. ↑  Smith 1998，第226頁.
13. ↑  Smith 1998，第226-227頁.
14. 1 2  Petre 1993，第218頁.
15. ↑  Petre 1993，第219-220頁.
16. ↑  Petre 1993，第226頁.
17. ↑  Petre 1993，第234頁.
18. ↑  Chandler 1966，第499頁.
19. ↑  Petre 1993，第224-229頁.
20. ↑  Petre 1993，第231頁.
21. ↑  Petre 1993，第232-233頁.
22. ↑  Petre 1993，第236-237頁.
23. ↑  Chandler 1966，第500頁.
24. ↑  Smith 1998，第227頁.
25. ↑  Petre 1993，第238頁.
26. ↑  Petre 1993，第242-248頁.
27. ↑  Petre 1993，第251-252頁.
28. ↑  Petre 1993，第252頁.
29. ↑  Petre 1993，第253頁.
30. ↑  Petre 1993，第253-255頁.
31. ↑  Smith 1998，第229-230頁.
32. ↑  Chandler 1966，第501頁.
33. ↑  Smith 1998，第231頁.